# Schanerlochbrücke

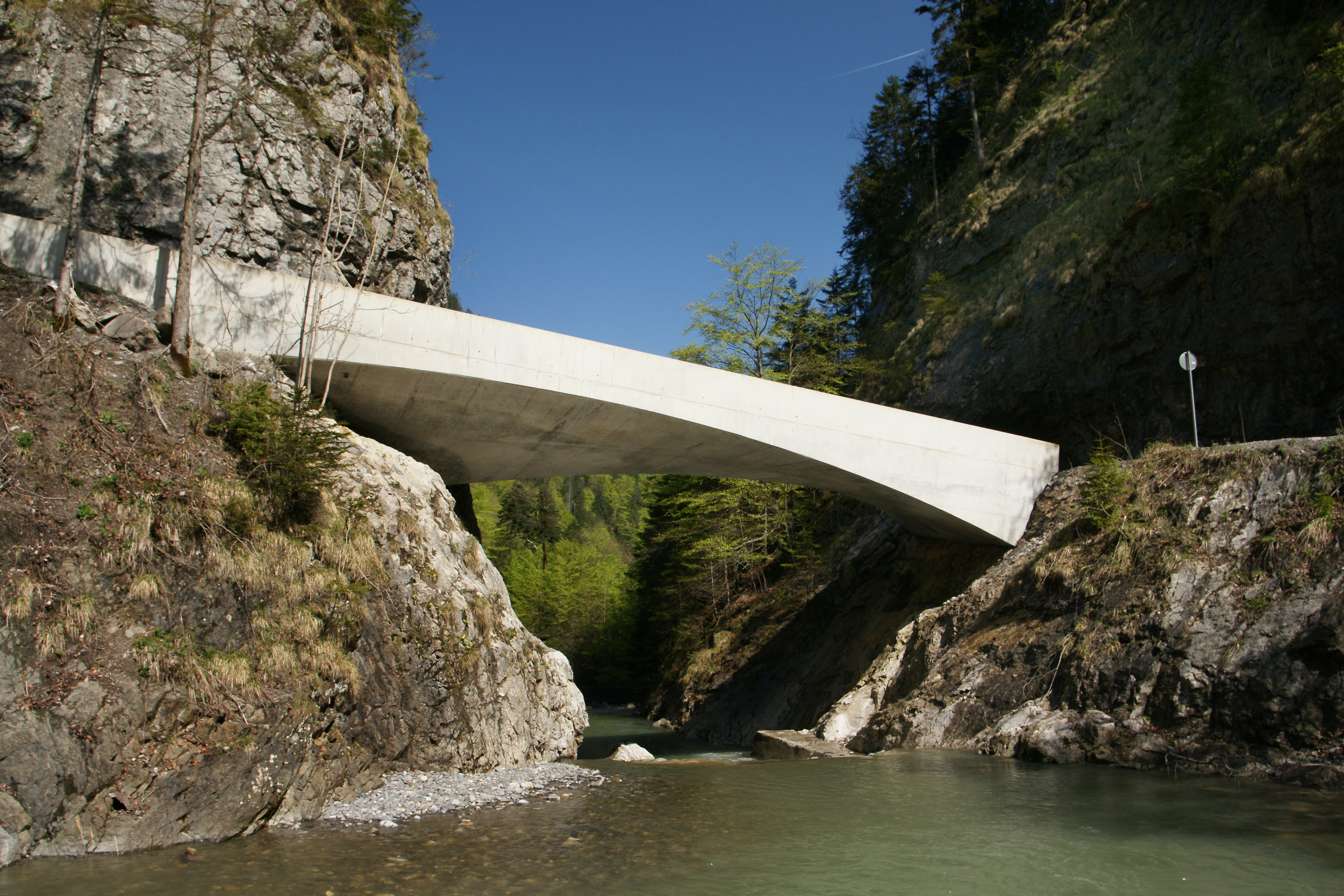
Schanerlochbrücke vom Ufer der Dornbirner Ache aus gesehen

Die Schanerlochbrücke ist ein Verkehrsbauwerk entlang der Ebniterstraße, einer etwa zehn Kilometer langen Gebirgsstraße von Dornbirn in den Gebirgsort Ebnit. Die Brücke wurde 2005 mit dem Architektenbüro Marte.Marte Architekten errichtet. Die Baukosten beliefen sich auf 300.000 Euro.

## Architektur
Die Brücke ist das Ergebnis der Ausreizung der Bogenform mit Hilfe moderner Technologien. Der Bogen ist auf ein statisches Minimum reduziert und gleichzeitig in sich verwunden. Dadurch passt sie sich an die Krümmungen der bestehenden Straße an. Besonders imposant wirkt sie vom Ufer der sich durch die Klamm windenden Dornbirner Ache.

## Technische Daten
Die Brücke hat eine mittlere Stützweite von 21 Metern und ist zwischen fünf und sechs Metern breit. Die Mindestfahrbahnbreite beträgt 4,20 Meter. Der Stahlbetonbogen ist sehr schlank ausgeführt worden und ist an der dünnsten Stelle nur ca. 35 cm stark. Die Gründung erfolgte beidseitig auf dem anstehenden gut tragfähigen Fels, der Deckbelag wurde mit Hochleistungsbeton ausgeführt. Die Brücke entspricht der Brückenklasse I und ist daher für Fahrzeuge mit bis zu 40 Tonnen Nutzlast geeignet. Beim Bau wurden ca. 160 m³ hochfester Qualitätsbeton und rund 20 m³ Füllbeton verwendet. Zur Bewehrung wurden ca. 25 Tonnen Stahl verwendet.

## Auszeichnungen
- 2008: International Architecture Awards des Chicago Athenaeum – Museum for Architecture and Design
- 2009: Best Architects 10
- 2010: Vorarlberger Bauherrenpreis